# Handball aux Jeux méditerranéens de 2001
Navigation
Bari 1997 Almería 2005
Les compétitions de handball aux Jeux méditerranéens de 2001 se sont déroulées du 6 au 14 septembre 2001 au Palais des sports d'El Menzah de Tunis en Tunisie.

## Modalités
La compétition de handball est composée d'un tournoi masculin et d'un tournoi féminin.
Dans le tournoi féminin, les neuf équipes engagées sont réparties dans deux poules de cinq et quatre équipes et les deux premiers de chaque poule sont qualifiés pour les demi-finales croisées. L'Algérie, qui devait évoluer dans la poule A, a visiblement déclaré forfait[réf. souhaitée].
Dans le tournoi masculin, les douze équipes engagées sont réparties dans quatre poules de trois équipes et les deux premiers de chaque poule sont qualifiés pour les quarts de finale disputés selon le format suivant : 1A vs 2B, 1C vs 2D, 1B vs 2A et 1D vs 2C.

## Résultats  du tournoi masculin

### Tour préliminaire
Les résultats du tour préliminaires sont :

#### Groupe A
|   | Équipe  | Pts | J | G | N | P | Bp | Bc | Diff |
| - | ------- | --- | - | - | - | - | -- | -- | ---- |
| 1 | France  | 4   | 2 | 2 | 0 | 0 | 52 | 29 | 23   |
| 2 | Espagne | 2   | 2 | 1 | 0 | 1 | 45 | 43 | 2    |
| 3 | Grèce   | 0   | 0 | 0 | 0 | 2 | 33 | 58 | -25  |

| Date              | Équipe 1 | Score   | Équipe 2 |
| ----------------- | -------- | ------- | -------- |
| 8 septembre 2001  | Espagne  | 28 – 21 | Grèce    |
| 9 septembre 2001  | Grèce    | 12 – 30 | France   |
| 10 septembre 2001 | Espagne  | 17 – 22 | France   |

France bat Grèce 30 à 12 (mi-temps 16-4)
- France : Nicolas Lemonne, Thierry Omeyer ; Olivier Girault (4 buts), Mickaël Grossmann (4 buts), Jackson Richardson (4 buts), Stéphane Plantin (1 but), Cédric Burdet (2 buts), Didier Dinart (2 buts), Guillaume Gille (2 but), Bertrand Gille (2 buts), Christophe Kempé, Daniel Narcisse (9 buts).
- Grèce : Nikolaos Grammatikos (1 but), Grigorios Sanikis (1 but), Stefanos Soungaras (2 buts), Savvas Karypidis (6 buts), Christos Gkoutzouvelidis (1 but), Anastasios Tzamtzis (1 but).

France bat Espagne 22 à 17 (mi-temps 12-9)
- France : Yohann Ploquin, Thierry Omeyer ; Andrej Golić (5 buts), Laurent Puigségur, Jackson Richardson (3 buts), Jérôme Fernandez (2 buts), Stéphane Plantin (5 buts), Didier Dinart, Cédric Burdet (1 but), Guillaume Gille (2 buts), Bertrand Gille (1 but), Daniel Narcisse (3 buts).
- Espagne : José Javier Hombrados ; Manuel Colón (2 buts), Rubén Garabaya (1 but), Julio César Muñoz Ramos (5 buts), Antonio Ugalde (4 buts), José Luis Pérez Canca (2 buts), Juan Pedro Jiménez, Juan José Panadero (1 but), Mariano Ortega (1 but).

#### Groupe B
La Slovénie, grâce à sa victoire de 11 buts contre le Maroc et son match nul face à la RF Yougoslavie, termine première devant ces yougoslaves.
|   | Équipe         | Pts | J | G | N | P | Bp | Bc | Diff | Dép |
| - | -------------- | --- | - | - | - | - | -- | -- | ---- | --- |
| 1 | Slovénie       | 3   | 2 | 1 | 1 | 0 | 63 | 52 | 11   | +11 |
| 2 | RF Yougoslavie | 3   | 2 | 1 | 1 | 0 | 57 | 49 | 8    | +8  |
| 3 | Maroc          | 0   | 0 | 0 | 0 | 2 | 53 | 72 | -19  | -19 |

| Date              | Équipe 1 | Score   | Équipe 2       |
| ----------------- | -------- | ------- | -------------- |
| 8 septembre 2001  | Slovénie | 39 – 28 | Maroc          |
| 9 septembre 2001  | Maroc    | 25 – 33 | RF Yougoslavie |
| 10 septembre 2001 | Slovénie | 24 – 24 | RF Yougoslavie |

#### Groupe C
|   | Équipe  | Pts | J | G | N | P | Bp | Bc | Diff |
| - | ------- | --- | - | - | - | - | -- | -- | ---- |
| 1 | Croatie | 4   | 2 | 2 | 0 | 0 | 60 | 52 | 8    |
| 2 | Algérie | 2   | 2 | 1 | 0 | 1 | 58 | 49 | 9    |
| 3 | Turquie | 0   | 2 | 0 | 0 | 2 | 53 | 70 | -17  |

| Date              | Équipe 1 | Score   | Équipe 2 |
| ----------------- | -------- | ------- | -------- |
| 8 septembre 2001  | Croatie  | 35 – 29 | Turquie  |
| 9 septembre 2001  | Turquie  | 24 – 35 | Algérie  |
| 10 septembre 2001 | Croatie  | 25 – 23 | Algérie  |

#### Groupe D
|   | Équipe  | Pts | J | G | N | P | Bp | Bc | Diff |
| - | ------- | --- | - | - | - | - | -- | -- | ---- |
| 1 | Tunisie | 4   | 2 | 2 | 0 | 0 | 57 | 44 | 13   |
| 2 | Italie  | 2   | 2 | 1 | 0 | 1 | 52 | 54 | -2   |
| 3 | Syrie   | 0   | 2 | 0 | 0 | 2 | 48 | 59 | -11  |

| Date              | Équipe 1 | Score   | Équipe 2 |
| ----------------- | -------- | ------- | -------- |
| 8 septembre 2001  | Syrie    | 26 – 30 | Italie   |
| 9 septembre 2001  | Syrie    | 22 – 29 | Tunisie  |
| 10 septembre 2001 | Italie   | 22 – 28 | Tunisie  |

### Tableau final
|  | Quarts de finale    | Quarts de finale  |                   |                   | Demi-finales           | Demi-finales           |    |  | Finale            | Finale            |
|  | Quarts de finale    | Quarts de finale  |                   |                   | Demi-finales           | Demi-finales           |    |  | Finale            | Finale            |
|  |                     |                   |                   |                   |                        |                        |    |  |                   |                   |
|  | 12 septembre 2001   | 12 septembre 2001 |                   |                   | 13 septembre 2001      | 13 septembre 2001      |    |  | 14 septembre 2001 | 14 septembre 2001 |
|  | 12 septembre 2001   | 12 septembre 2001 |                   |                   | 13 septembre 2001      | 13 septembre 2001      |    |  | 14 septembre 2001 | 14 septembre 2001 |
|  | [1A] France         | 26                |                   |                   | 13 septembre 2001      | 13 septembre 2001      |    |  | 14 septembre 2001 | 14 septembre 2001 |
|  | [1A] France         | 26                |                   |                   | 13 septembre 2001      | 13 septembre 2001      |    |  | 14 septembre 2001 | 14 septembre 2001 |
|  | [2B] RF Yougoslavie | 20                |                   |                   | 13 septembre 2001      | 13 septembre 2001      |    |  | 14 septembre 2001 | 14 septembre 2001 |
|  | [2B] RF Yougoslavie | 20                | France            | 26                |                        |                        |    |  | 14 septembre 2001 | 14 septembre 2001 |
|  | 12 septembre 2001   |                   | France            | 26                |                        |                        |    |  | 14 septembre 2001 | 14 septembre 2001 |
|  |                     | Croatie           | 32                |                   |                        |                        |    |  | 14 septembre 2001 | 14 septembre 2001 |
|  | [1C] Croatie        | Croatie           | 32                | 32                |                        |                        |    |  | 14 septembre 2001 | 14 septembre 2001 |
|  | [1C] Croatie        |                   |                   | 32                |                        |                        |    |  | 14 septembre 2001 | 14 septembre 2001 |
|  | [2D] Italie         | 25                |                   |                   |                        |                        |    |  | 14 septembre 2001 | 14 septembre 2001 |
|  | [2D] Italie         | 25                | Croatie           | 25                |                        |                        |    |  |                   |                   |
|  | 12 septembre 2001   |                   | Croatie           | 25                |                        |                        |    |  |                   |                   |
|  |                     | Tunisie           | 24                |                   |                        |                        |    |  |                   |                   |
|  | [1B] Slovénie       | Tunisie           | 24                | 25                |                        |                        |    |  |                   |                   |
|  | [1B] Slovénie       | 13 septembre 2001 |                   | 25                |                        |                        |    |  |                   |                   |
|  | [2A] Espagne        | 32                |                   |                   |                        |                        |    |  |                   |                   |
|  | [2A] Espagne        | 32                | Espagne           | 27                |                        |                        |    |  |                   |                   |
|  | 12 septembre 2001   | 12 septembre 2001 | Espagne           | 27                | Match pour la 3e place | Match pour la 3e place |    |  |                   |                   |
|  | 12 septembre 2001   | 12 septembre 2001 |                   | Tunisie           | Match pour la 3e place | Match pour la 3e place | 28 |  |                   |                   |
|  | [1D] Tunisie        | 27                | 14 septembre 2001 | 14 septembre 2001 |                        |                        | 28 |  |                   |                   |
|  | [1D] Tunisie        | 27                | 14 septembre 2001 | 14 septembre 2001 |                        |                        |    |  |                   |                   |
|  | [2C] Algérie        | 19                |                   | France            | 22                     |                        |    |  |                   |                   |
|  | [2C] Algérie        | 19                |                   | France            | 22                     |                        |    |  |                   |                   |
|  |                     |                   |                   |                   |                        |                        |    |  | Espagne           | 21                |
|  |                     |                   |                   |                   |                        |                        |    |  | Espagne           | 21                |

En quart de finale, la France s'impose face à la RF Yougoslavie 26 à 20 (mi-temps 15-9) et la Croatie face à l'Italie 32 à 25 (mi-temps 11-14), l'Espagne bat la Slovénie 32 à 25 (mi-temps 13-10) et la Tunisie écarte l'Algérie 27 à 19 (mi-temps 13-10). En demi-finale, la Croatie écarte la France 32 à 26 (mi-temps 15-13) et la Tunisie bat l'Espagne 28 à 27 (mi-temps 13-15).
En finale, la Croatie s'impose de justesse face aux Tunisiens qui évoluaient à domicile, 25 à 24 (mi-temps 12-9) tandis que la France remporte la médaille de bronze en battant pour la seconde fois l'Espagne 22 à 21 (mi-temps 9-12),.

### Matchs de classement de la5eà la8eplace
La RF Yougoslavie a joué contre la Slovénie dans le match pour la 5e place, tandis que l'Italie a joué contre l'Algérie dans le match pour la 7e place:
| Date              | Équipe 1       | Score   | Équipe 2 |
| ----------------- | -------------- | ------- | -------- |
| 14 septembre 2001 | RF Yougoslavie | 33 – 26 | Slovénie |
| 14 septembre 2001 | Algérie        | 27 – 24 | Italie   |

### Matchs de classement de la9eà la12eplace
Les équipes éliminées lors de la phase de poule jouent des matchs pour déterminer leur classement final.
Parmi ces matchs, on trouve :
| Date              | Équipe 1 | Score   | Équipe 2 |
| ----------------- | -------- | ------- | -------- |
| 11 septembre 2001 | Grèce    | 32 – 31 | Maroc    |
| 11 septembre 2001 | Turquie  | 30 – 28 | Syrie    |

Remarque: Avant les matches du 12 septembre 2001, l'équipe syrienne a déclaré forfait. Le classement sera établi à la suite des résultats du tournoi entre les trois pays participants: le Maroc, la Grèce et la Turquie.
| Date              | Équipe 1 | Score   | Équipe 2 |
| ----------------- | -------- | ------- | -------- |
| 12 septembre 2001 | Maroc    | 34 – 32 | Turquie  |
| 13 septembre 2001 | Grèce    | 30 – 23 | Turquie  |

|    | Équipe  | Pts | J | G | N | P | Bp | Bc | Diff |
| -- | ------- | --- | - | - | - | - | -- | -- | ---- |
| 9  | Grèce   | 4   | 2 | 2 | 0 | 0 | 62 | 54 | 8    |
| 10 | Maroc   | 2   | 2 | 1 | 0 | 1 | 65 | 64 | 1    |
| 11 | Turquie | 0   | 2 | 0 | 0 | 2 | 55 | 64 | -9   |
| 12 | Syrie   | 0   | 0 | 0 | 0 | 0 | 0  | 0  |      |

### Classement final
Le classement final est le suivant :
| Rang                                    | Équipe         |
| --------------------------------------- | -------------- |
| Médaille d'or, Jeux méditerranéens      | Croatie        |
| Médaille d'argent, Jeux méditerranéens  | Tunisie        |
| Médaille de bronze, Jeux méditerranéens | France         |
| 4                                       | Espagne        |
| 5                                       | RF Yougoslavie |
| 6                                       | Slovénie       |
| 7                                       | Algérie        |
| 8                                       | Italie         |
| 9                                       | Grèce          |
| 10                                      | Maroc          |
| 11                                      | Turquie        |
| 12                                      | Syrie          |

### Effectifs des équipes sur le podium
La composition des équipes sur le podium est la suivante :

#### Équipe de Croatie, médaille d'or
- Ivano Balić
- Tihomir Baltić
- Davor Dominiković
- Mirza Džomba
- Slavko Goluža
- Božidar Jović
- Mario Kelentrić
- Igor Kos
- Blaženko Lacković
- Valter Matošević
- Petar Metličić
- Diego Modrusan
- Goran Šprem
- Renato Sulić
- Vedran Zrnić
- Zvonimir Bilić

#### Équipe de Tunisie, médaille d'argent
- Riadh Sanaa
- Moez Bahri
- Iteb Bouali
- Oualid Ben Amor
- Sobhi Sioud
- Sahbi Ben Aziza
- Wissem Hmam
- Heykel Megannem
- Wissem Bousnina
- Mohamed Messaoudi
- Zouhair Ben Messaoud
- Anouar Ayed
- Issam Tej
- Ali Madi
- Makram Jerou
- Dhaker Seboui

#### Équipe de France, médaille de bronze
- Thierry Omeyer
- Jérôme Fernandez
- Didier Dinart
- Cédric Burdet
- Guillaume Gille
- Bertrand Gille
- Daniel Narcisse
- Andrej Golić
- Olivier Girault
- Laurent Puigségur
- Jackson Richardson
- Stéphane Plantin
- Christophe Kempé
- Yohann Ploquin
- Mickaël Grossman
- Nicolas Lemonne

## Résultats du tournoi féminin

### Tour préliminaire
Les résultats du tour préliminaires sont :

#### Groupe A
|   | Équipe  | Pts | J | G | N | P | Bp | Bc | Diff |
| - | ------- | --- | - | - | - | - | -- | -- | ---- |
| 1 | Espagne | 3   | 2 | 1 | 1 | 0 | 61 | 40 | 21   |
| 2 | France  | 3   | 2 | 1 | 1 | 0 | 51 | 40 | 11   |
| 3 | Italie  | 0   | 0 | 0 | 0 | 2 | 34 | 66 | -32  |

| Date             | Équipe 1 | Score   | Équipe 2 |
| ---------------- | -------- | ------- | -------- |
| 6 septembre 2001 | France   | 28 – 17 | Italie   |
| 7 septembre 2001 | Italie   | 17 – 38 | Espagne  |
| 8 septembre 2001 | France   | 23 – 23 | Espagne  |

L'Algérie, qui devait évoluer dans la poule A, a visiblement déclaré forfait[réf. souhaitée].

#### Groupe B
|   | Équipe         | Pts | J | G | N | P | Bp  | Bc  | Diff |
| - | -------------- | --- | - | - | - | - | --- | --- | ---- |
| 1 | Slovénie       | 7   | 4 | 3 | 1 | 0 | 135 | 101 | 34   |
| 2 | RF Yougoslavie | 5   | 4 | 2 | 1 | 1 | 133 | 120 | 13   |
| 3 | Turquie        | 5   | 4 | 2 | 1 | 1 | 131 | 108 | 23   |
| 4 | Tunisie        | 2   | 4 | 0 | 2 | 2 | 96  | 112 | -16  |
| 5 | Grèce          | 1   | 4 | 0 | 1 | 3 | 89  | 143 | -54  |

| Date              | Équipe 1       | Score   | Équipe 2       |
| ----------------- | -------------- | ------- | -------------- |
| 6 septembre 2001  | Tunisie        | 26 – 31 | Slovénie       |
| 6 septembre 2001  | Turquie        | 33 – 20 | Grèce          |
| 7 septembre 2001  | Slovénie       | 27 – 27 | Turquie        |
| 7 septembre 2001  | RF Yougoslavie | 23 – 23 | Tunisie        |
| 8 septembre 2001  | Grèce          | 26 – 47 | RF Yougoslavie |
| 8 septembre 2001  | Turquie        | 36 – 25 | Tunisie        |
| 9 septembre 2001  | Grèce          | 21 – 41 | Slovénie       |
| 9 septembre 2001  | RF Yougoslavie | 36 – 35 | Turquie        |
| 10 septembre 2001 | Tunisie        | 22 – 22 | Grèce          |
| 10 septembre 2001 | Slovénie       | 36 – 27 | RF Yougoslavie |

### Tableau final
|  | Demi-finales        | Demi-finales |                        |    | Finale       | Finale       |
|  | Demi-finales        | Demi-finales |                        |    | Finale       | Finale       |
|  |                     |              |                        |    |              |              |
|  | 11 septembre        | 11 septembre |                        |    | 12 septembre | 12 septembre |
|  | 11 septembre        | 11 septembre |                        |    | 12 septembre | 12 septembre |
|  | [2A] France         | 23           |                        |    | 12 septembre | 12 septembre |
|  | [2A] France         | 23           |                        |    | 12 septembre | 12 septembre |
|  | [1B] Slovénie       | 16           |                        |    | 12 septembre | 12 septembre |
|  | [1B] Slovénie       | 16           | France                 | 26 |              |              |
|  | 11 septembre        |              | France                 | 26 |              |              |
|  |                     | Espagne      | 21                     |    |              |              |
|  | [2B] RF Yougoslavie | Espagne      | 21                     | 24 |              |              |
|  | [2B] RF Yougoslavie |              |                        | 24 |              |              |
|  | [1A] Espagne        | 25           |                        |    |              |              |
|  | [1A] Espagne        | 25           | Match pour la 3e place |    |              |              |
|  |                     |              |                        |    |              |              |
|  | 12 septembre        |              |                        |    |              |              |
|  |                     |              |                        |    |              |              |
|  | Slovénie            | 32           |                        |    |              |              |
|  | Slovénie            | 32           |                        |    |              |              |
|  | RF Yougoslavie      | 26           |                        |    |              |              |
|  | RF Yougoslavie      | 26           |                        |    |              |              |

En demi-finale, les Françaises s'imposent face aux Slovènes 23 à 16 et les Espagnoles 25 à 24 face aux Yougoslaves.
En finale, la France bat l'Espagne 26 à 21, tandis que la Slovénie s'est imposée par 32 à 26 sur les Yougoslaves pour la médaille de bronze.

### Matchs de classement
Dans le match de classement pour la 5e place, la  Turquie bat l' Italie 31 à 30.

### Classement final
Le classement final est le suivant :
| Rang                                    | Équipe         |
| --------------------------------------- | -------------- |
| Médaille d'or, Jeux méditerranéens      | France         |
| Médaille d'argent, Jeux méditerranéens  | Espagne        |
| Médaille de bronze, Jeux méditerranéens | Slovénie       |
| 4                                       | RF Yougoslavie |
| 5                                       | Turquie        |
| 6                                       | Italie         |
| 7                                       | Tunisie        |
| 8                                       | Grèce          |

### Effectifs des équipes sur le podium
La composition de l'équipe de France, médaillée d'or, est la suivante, :
- Valérie Nicolas (GB)
- Marie-Annick Dézert (GB)
- Joanne Dudziak (GB)
- Sonia Cendier
- Leila Lejeune
- Stéphanie Norval-Tabard
- Myriam Borg-Korfanty
- Nodjialem Myaro
- Stéphanie Moreau
- Mézuela Servier
- Stéphanie Cano
- Isabelle Wendling
- Chantal Maïo
- Stéphanie Ludwig
- Nathalie Selambarom
- Seynabou Benga

Sélectionneur
- Olivier Krumbholz

La composition de l'équipe d'Espagne, médaillée d'argent, est la suivante,, :
- Aitziber Elejaga Vargas (GB)
- Elizabeth Lopez Valledor (GB)
- Cristina López
- Anna Voytsekhoyska
- Ana Isabel Ruiz
- Diana Box
- Maria Teresa Andreu
- Cristina Gómez Arquer (ca)
- Noelia Oncina
- Tatiana Garmendia
- Montserrat Puche Díaz (es)
- Susana Fraile
- Silvia Del Olmo
- Izaskun Mugica
- Verónica Cuadrado
- Patricia Alonso

Sélectionneure
- Cristina Mayo (es)

#### Équipe de Slovénie, médaille de bronze
La composition de l'équipe de Slovénie, médaillée de bronze, est la suivante :
- Nada Tutnjič
- Mira Vinčič
- Sergeja Stefanišin
- Vesna Vinčič
- Nadiža Pleško
- Špela Cerar
- Tanja Dajčman
- Mojca Derčar
- Deja Doler
- Inna Dolgun
- Sonja Durkovič
- Anja Frešer (en)
- Barbara Gorski
- Silvana Ilič
- Branka Mijatovič
- Tatjana Oder

Sélectionneur
- Tone Tiselj (en)